# Jōsō (Ibaraki)
 Jōsō  (常総市  Jōsō -shi?) es una  ciudad localizada en la Prefectura de Ibaraki en Japón.
A 1 de diciembre de 2013, la ciudad tenía una población de 63.475 habitantes y una densidad de población de 514 personas  por km². El área total del municipio es de 123,52 km².

## Creación de la ciudad
La ciudad fue fundada como Mitsukaidō (水海道市 Mitsukaidō-shi) el 10 de julio de 1954.  El 1 de enero de 2006, Mitsukaidō se fusionó con la población de  Ishige (石下町 Ishige-machi) del Distrito Yūki (結城郡) y la localidad cambió oficialmente su nombre por el de Jōsō.

## Geografía
Jōsō está situada en la parte suroeste de la prefectura de Ibaraki, a unos 50 km del centro de Tokio  y a unos 70 km Mito, que  es la capital de la Prefectura de Ibaraki.
Su territorio limita al oeste con Bandō (坂東市 Bandō-shi); al norte con Yachiyo (八千代町 Yachiyo-machi) del Distrito de Yūki (結城郡 Yūki-gun) y con Shimotsuma (下妻市 Shimotsuma-shi); al este con Tsukuba  (つくば市 Tsukuba-shi); al sureste con Tsukubamirai (つくばみらい市 Tsukubamirai-shi); al sur con Moriya (守谷市 Moriya-shi), y al suroeste con Noda (野田市 Noda-shi) de la Prefectura  de Chiba cruzando el río Tone.

## Transporte
Jōsō cuenta dentro de la ciudad con varias estaciones férreas para acceder a la Línea Jōsō, siendo la principal Mitsukaidō Station. Con destino a la ciudad de Mito, se debe acceder a la Línea Jōsō, y posteriormente se debe tomar la Línea Mito en Shimodate Station de la ciudad de Chikusei. Con destino a la metrópoli de Tokio,  también se debe acceder a la Línea Jōsō, y posteriormente existen dos opciones para llegar a Tokio, en la primera se debe tomar Tsukuba Express en Moriya Station de la ciudad de Moriya y en la segunda se debe coger la Línea Jōban en Toride Station de la ciudad de Toride.
Dispone de la autopista Jōban Expressway cercana a la ciudad, a la cual se puede acceder en la entrada “Yatabe IC” en la ciudad de Tsukuba, para desplazarse a  la capital Mito, o en la entrada “Yawara IC” en la ciudad de Tsukubamirai para desplazarse a la metrópoli de Tokio.

## Galería de imágenes

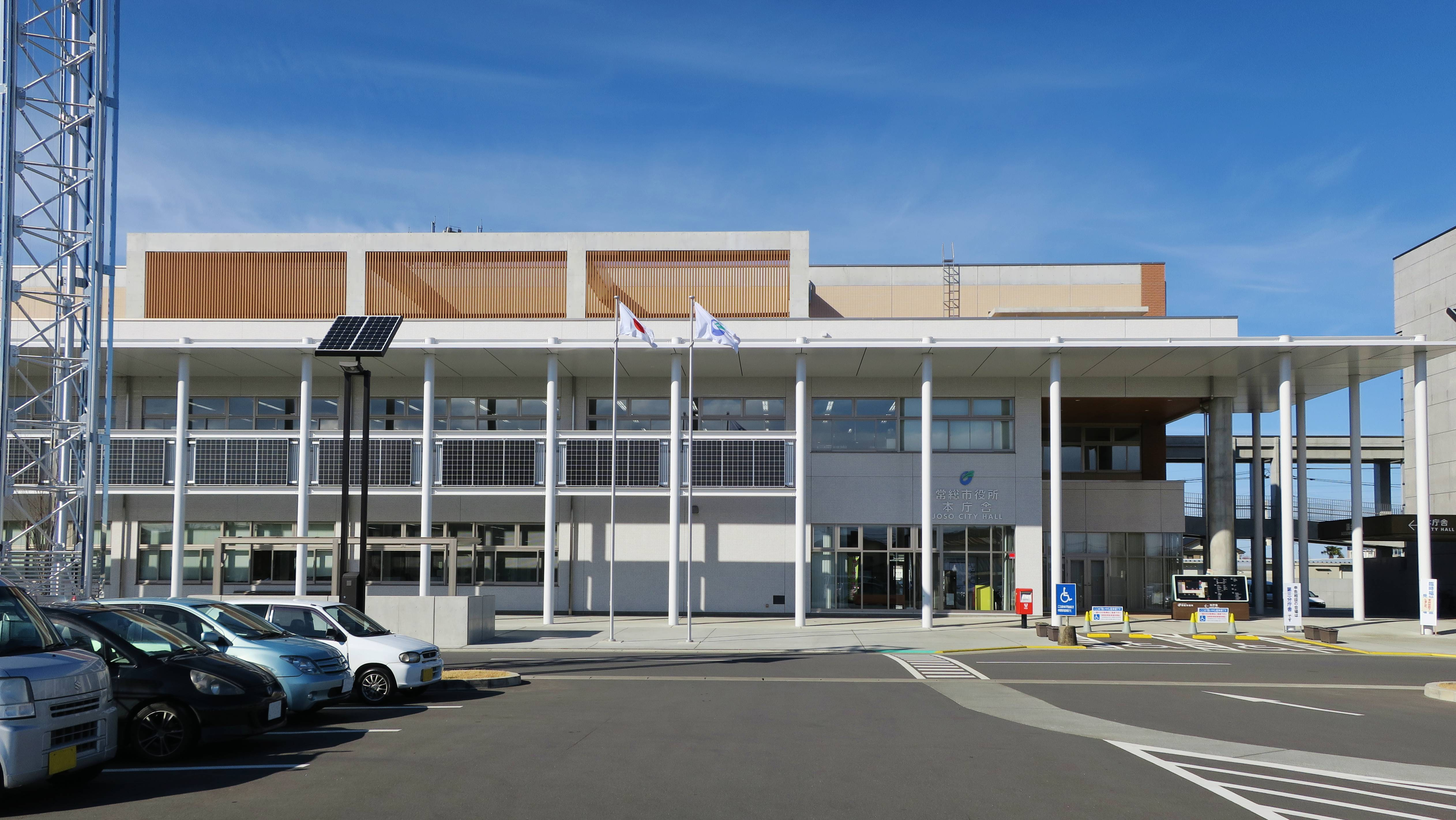
Ayuntamiento de Jōsō.
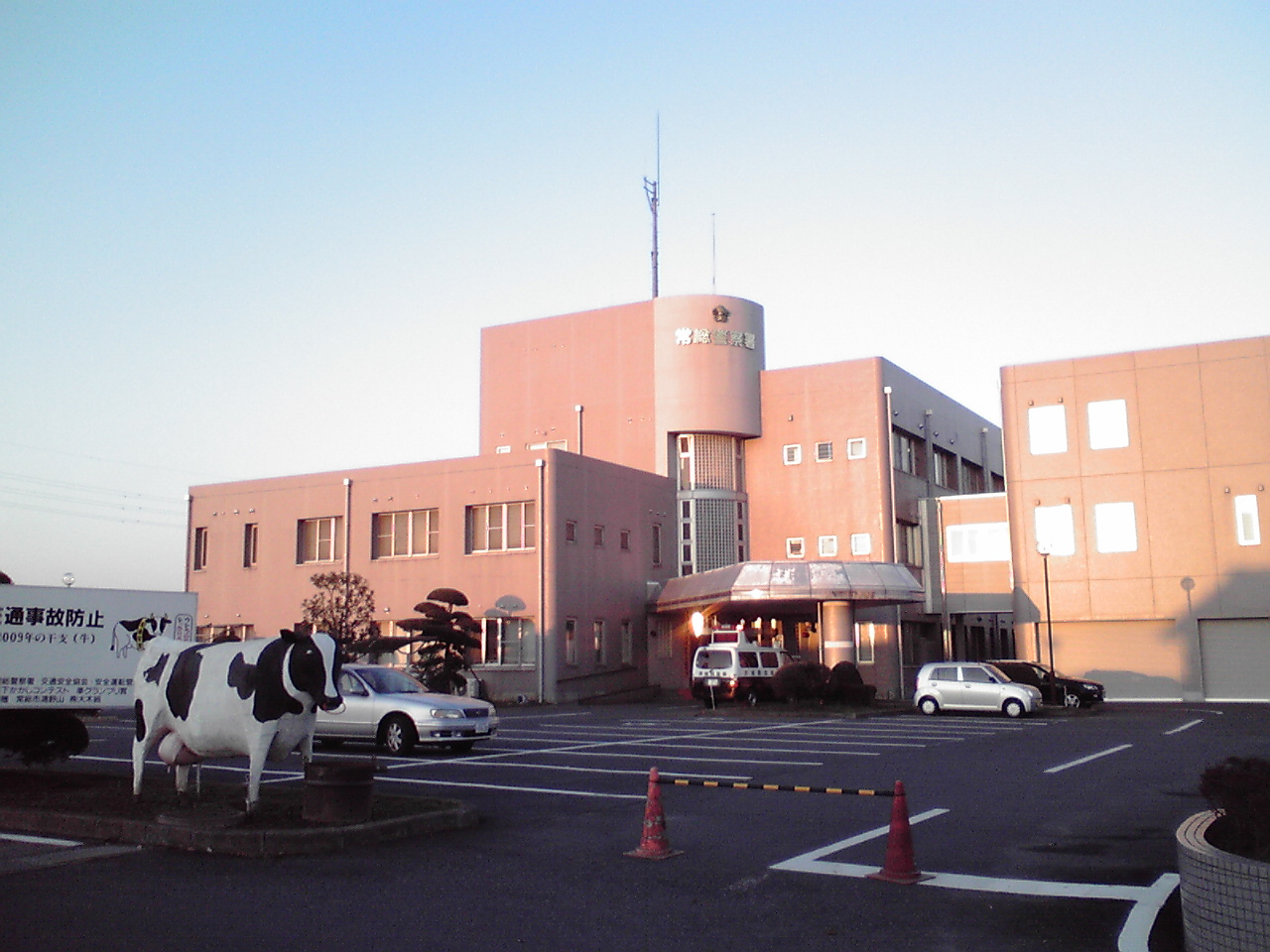
Estación de Policía de Jōsō.
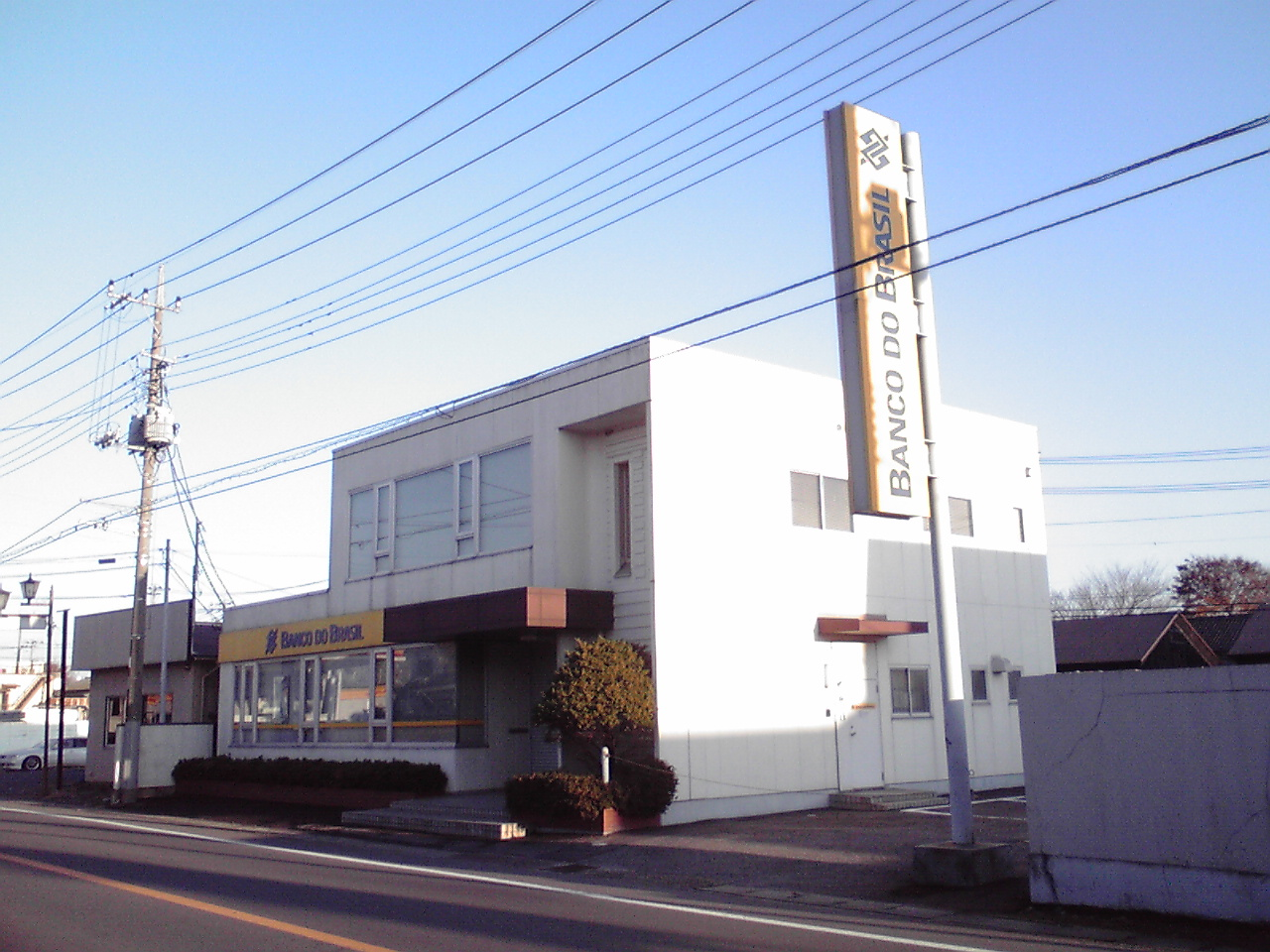
Ex sucursal del Banco do Brasil en Jōsō.
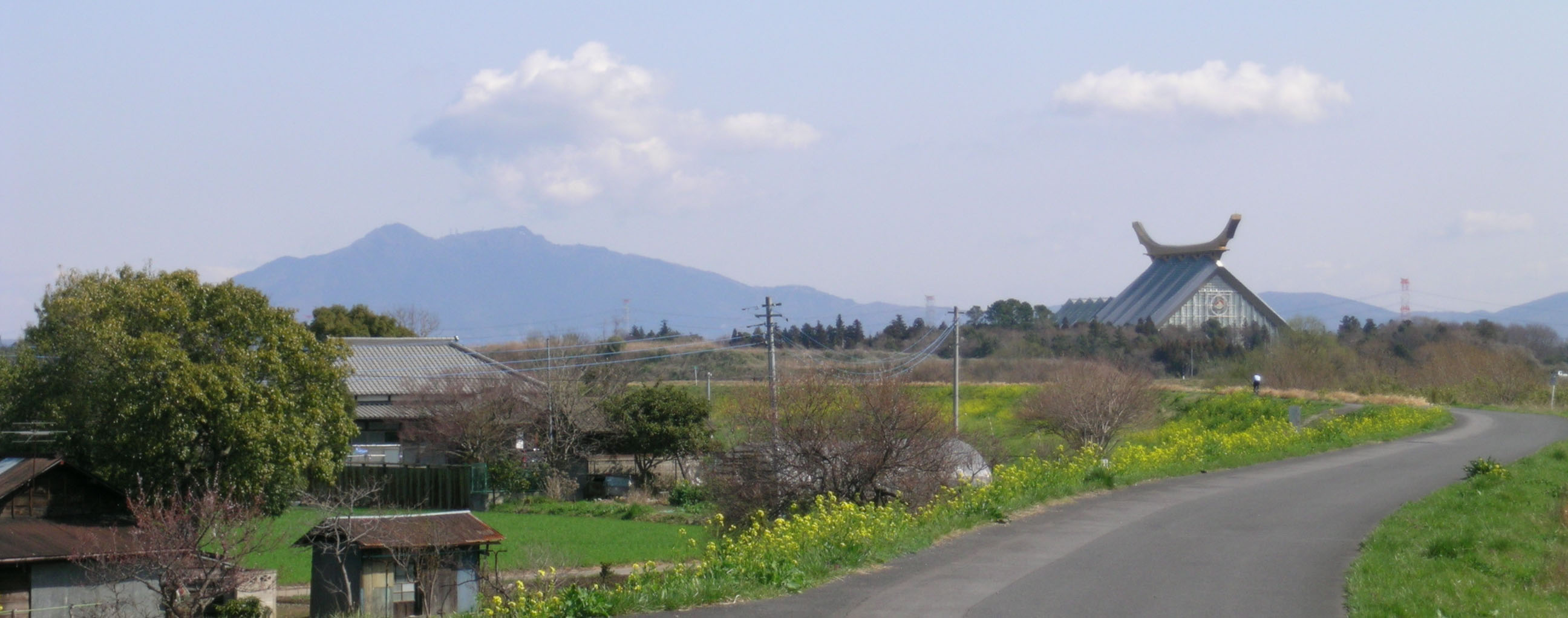
Vista del monte Tsukuba desde el río Kokai.
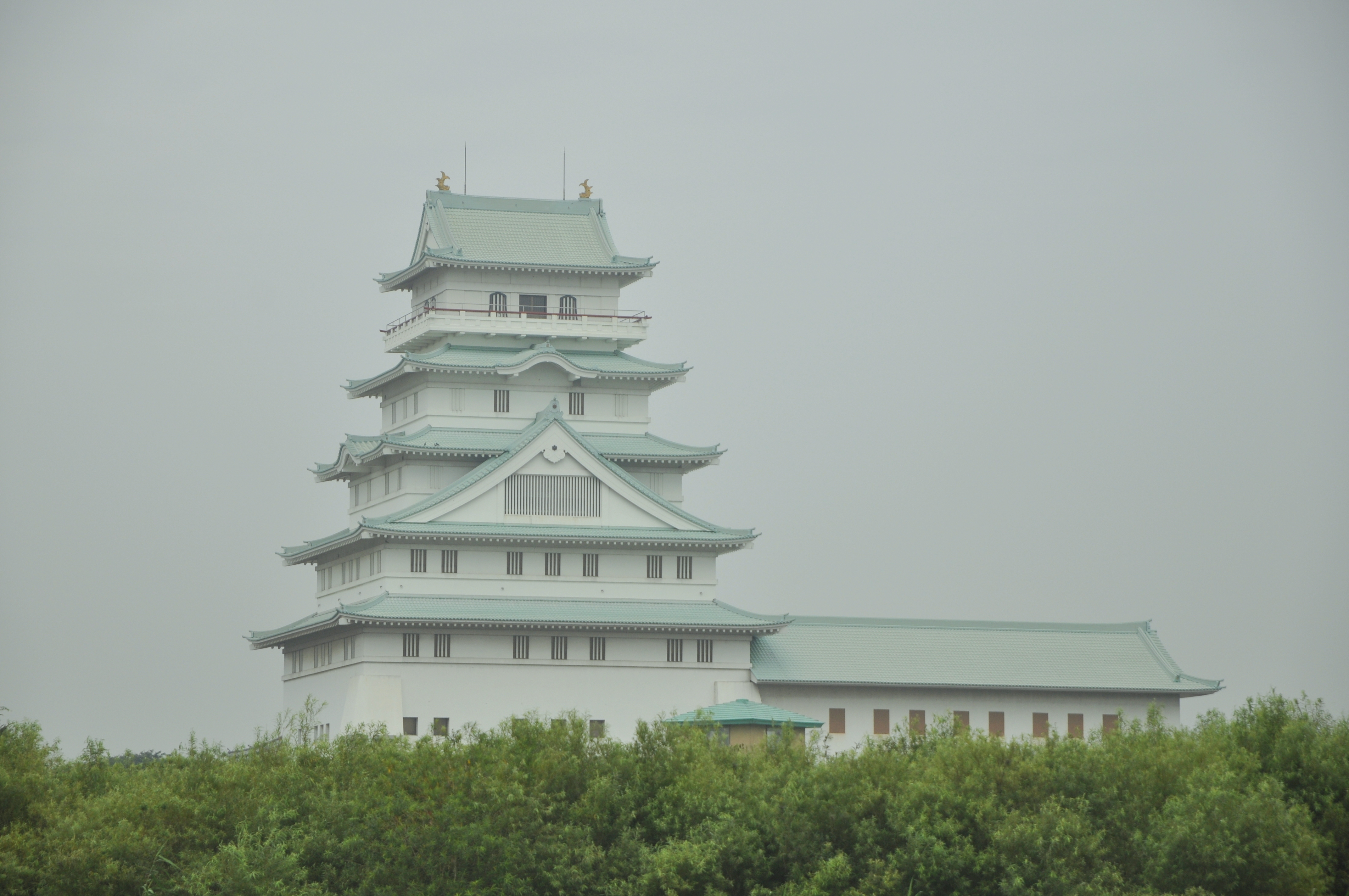
Castillo Toyoda en Ishige.